# Conferência dos Bispos Católicos dos Estados Unidos
A Conferência dos Bispos Católicos dos Estados Unidos (Inglês: United States Conference of Catholic Bishops, sigla: USCCB) fundada em 1966, é um organismo permanente que reúne os Bispos católicos dos Estados Unidos que, conforme o Código de Direito Canônico, "exercem conjuntamente certas funções pastorais em favor dos fiéis do seu território, a fim de promover o maior bem que a Igreja proporciona aos homens, principalmente em formas e modalidades de apostolado devidamente adaptadas às circunstâncias de tempo e lugar, de acordo com o direito" (Cân. 447).
Pertencem à USCCB, pelo próprio direito, todos os Bispos diocesanos dos Estados Unidos e os que são a eles equiparados pelo direito, os Bispos coadjutores, os Bispos auxiliares e os outros Bispos titulares que exercem no mesmo território algum encargo especial, confiado pela Sé Apostólica ou pela Conferência dos Bispos. (cf. Cân. 450)
A organização é registrada com sede em Washington, DC. Tal como acontece com todas as conferências episcopais, certas decisões e atos da USCCB devem receber a aprovação dos dicastérios romanos, que estão sujeitos à autoridade imediata e absoluta do Papa.

## História
A primeira organização de bispos católicos nos Estados Unidos foi fundada em 1917 como "National Catholic War Council" (NCWC), e foi formada para permitir que católicos americanos contribuíssem com fundos para a assistência espiritual dos católicos militares durante a Primeira Guerra Mundial.
Em 1919, o Papa Bento XV pediu aos colégios de bispos de todo o mundo para ajudá-lo a promover a reforma trabalhista articulada pelo  Papa Leão XIII na Rerum Novarum. Em resposta, foi criado o primeiro Conselho de Administração, para administrar as reuniões plenárias.
A sede foi estabelecida em Washington, DC.
Em 1922, o Conselho tomou o nome de "National Catholic Welfare Conference", a fim de defender as reformas de imigração, educação e  ação social. Este grupo permaneceu até que foi substituído pela "National Conference of Catholic Bishops" (Conferência Nacional dos Bispos Católicos) afim de atender às novas exigências do Concílio Vaticano II para as conferências nacionais de bispos. O nome foi mudado para "United States Conference of Catholic Bishops" em 2001.

## Presidentes e Vice-Presidentes
|                  | Nome                            | Período     | Notas                                             |
| Presidentes      | Presidentes                     | Presidentes | Presidentes                                       |
| ---------------- | ------------------------------- | ----------- | ------------------------------------------------- |
| 19º              | Timothy Paul Andrew Broglio     | 2022- atual | Arcebispo do Ordinário Militar dos Estados Unidos |
| 18º              | José Horacio Gómez Velasco      | 2019-2022   | Arcebispo de Los Angeles                          |
| 17º              | Daniel Nicholas Cardeal DiNardo | 2016-2019   | Arcebispo de Galveston-Houston                    |
| 16º              | Joseph Edward Kurtz             | 2013-2016   | Arcebispo de Louisville                           |
| 15º              | Timothy Michael Cardeal Dolan   | 2010-2013   | Arcebispo de Nova Iorque                          |
| 14º              | Francis Eugene Cardeal George   | 2007-2010   | Arcebispo de Chicago                              |
| 13º              | William Stephen Skylstad        | 2004-2007   | Bispo de Spokane                                  |
| 12º              | Wilton Daniel Gregory           | 2001-2004   | Bispo de Belleville                               |
| 11º              | Joseph Anthony Fiorenza         | 1998-2001   | Bispo de Galveston-Houston                        |
| 10º              | Anthony Michael Pilla           | 1995-1998   | Bispo de Cleveland                                |
| 9º               | William Henry Cardeal Keeler    | 1992-1995   | Arcebispo de Baltimore                            |
| 8º               | Daniel Edward Pilarczyk         | 1989-1992   | Arcebispo de Cincinnati                           |
| 7º               | John Lawrence May               | 1986-1989   | Arcebispo de Saint Louis                          |
| 6º               | James William Malone            | 1983-1986   | Bispo de Youngstown                               |
| 5º               | John Robert Roach               | 1980-1983   | Arcebispo de Saint Paul e Minneapolis             |
| 4º               | John Raphael Quinn              | 1977-1980   | Arcebispo de San Francisco                        |
| 3º               | Joseph Louis Bernardin          | 1974-1977   | Arcebispo de Cincinnati                           |
| 2º               | John Joseph Cardeal Krol        | 1971-1974   | Arcebispo da Filadélfia                           |
| 1º               | John Francis Cardeal Dearden    | 1966-1971   | Arcebispo de Detroit                              |
| Vice-Presidentes |                                 |             |                                                   |
| 19º              | William Edward Lori             | 2022-atual  | Arcebispo de Baltimore                            |
| 18º              | Allen Henry Vigneron            | 2019-2022   | Arcebispo de Detroit                              |
| 17º              | José Horacio Gómez Velasco      | 2016-2019   | Arcebispo de Los Angeles                          |
| 16º              | Daniel Nicholas Cardeal DiNardo | 2013-2016   | Arcebispo de Galveston-Houston                    |
| 15º              | Joseph Edward Kurtz             | 2010-2013   | Arcebispo de Louisville                           |
| 14º              | Gerald Frederick Kicanas        | 2007-2010   | Bispo de Tucson                                   |
| 13º              | Francis Eugene Cardeal George   | 2004-2007   | Arcebispo de Chicago                              |
| 12º              | William Stephen Skylstad        | 2001-2004   | Bispo de Spokane                                  |
| 11º              | Wilton Daniel Gregory           | 1998-2001   | Bispo de Belleville                               |
| 10º              | Joseph Anthony Fiorenza         | 1995-1998   | Bispo de Galveston-Houston                        |
| 9º               | Anthony Michael Pilla           | 1992-1995   | Bispo de Cleveland                                |
| 8º               | William Henry Keeler            | 1989-1992   | Arcebispo de Baltimore                            |
| 7º               | Daniel Edward Pilarczyk         | 1986-1989   | Arcebispo de Cincinnati                           |
| 6º               | John Lawrence May               | 1983-1986   | Arcebispo de Saint Louis                          |
| 5º               | James William Malone            | 1980-1983   | Bispo de Youngstown                               |
| 4º               | John Robert Roach               | 1977–1980   | Arcebispo de Saint Paul e Minneapolis             |
| 3º               | John Joseph Cardeal Carberry    | 1974–1977   | Arcebispo de Saint Louis                          |
| 2º               | Leo Christopher Byrne           | 1971–1974   | Arcebispo coadjutor de Saint Paul e Minneapolis   |
| 1º               | John Joseph Cardeal Krol        | 1966-1971   | Arcebispo da Filadélfia                           |

## Ver Também
- Conferência episcopal
- Conferência Nacional dos Bispos do Brasil
- Conferência Episcopal de Angola e São Tomé
- Colégio de Cardeais
- Cúria Romana
- Nunciatura apostólica

## Ligações Externas
- Site da Conferência de Bispos Católicos dos Estados Unidos (em inglês)